# Thereza Borello-Lewin
Thereza Borello-Lewin (São Paulo, 25 de novembro de 1941 – 28 de maio de 2024) foi uma física, pesquisadora e professora universitária brasileira.
Professora livre-docente e titular aposentada do Departamento de Física Experimental do Instituto de Física da Universidade de São Paulo, Thereza integrou a equipe de jovens físicos nos anos 1960, sob a liderança do professor Cesar Lattes, no Departamento de Física da Faculdade de Filosofia, Ciências e Letras (FFCL) da Universidade de São Paulo (USP). Durante esse período, ela colaborou com a Universidade de Tóquio em estudos sobre interações nucleares de altíssima energia. Essas interações eram produzidas pela radiação cósmica e detectadas em câmaras de emulsões fotográficas (CEFC), que foram expostas no laboratório de Chacaltaia, na Bolívia.
Thereza participou da criação de uma nova facilidade experimental no laboratório Pelletron com a instalação de um espectrógrafo magnético tipo Enge, que se tornou o centro de sua pesquisa em Espectroscopia Nuclear. Thereza foi um dos grandes nomes da física nuclear no Brasil.

## Biografia
Thereza nasceu na capital paulista, em 1941. Era filha de Luiz Borello, que emigrou da Itália em meados da década de 1920 e radicou-se em São Paulo, onde trabalhou como professor de física no Colégio Dante Alighieri. Tinha uma irmã 10 anos mais velha, Ottavia, formada em Física na então Faculdade de Filosofia Ciências e Letras (FFCL, atual FFCHL) da USP em 1952, onde foi professora e pesquisadora, pois o Instituto de Física só seria instalado em 1969. Ottavia posteriormente se mudou para a Itália, onde se tornou professora na Universidade de Turim.
Inspirada pelo pai e pela irmã, Thereza ingressou na graduação em física no mesmo departamento onde a irmã se formara. Foi preciso enfrentar o preconceito dos colegas, que não queriam mulheres no mesmo curso que eles. No curso de graduação, Thereza encontrou um antigo aluno de seu pai, do Dante Alighieri, o físico César Lattes (1924-2005). Lattes já conquistara reconhecimento internacional naquela época pela descoberta da partícula subatômica méson pi, depois denominada píon, entre 1946 e 1948, primeiro na natureza e posteriormente no interior de um acelerador de partículas.
Após se formar, em 1963, Thereza se tornou professora Faculdade de Filosofia Ciências e Letras e passou a integrar como pesquisadora o grupo de Lattes, desenvolvendo estudos sobre raios cósmicos, partículas superenergéticas vindas do espaço. Lattes mudou-se para a Universidade de Campinas (Unicamp), em 1967 e neste mesmo ano o físico nuclear Ernst Wolfgang Hamburger (1933-2018) voltou para a USP após seu doutorado na Universidade de Pittsburgh, nos Estados Unidos, onde trabalhou com um acelerador de partículas semelhante ao que se planejava instalar em São Paulo.
Tendo experiência em física nuclear, Thereza viajou para os Estados Unidos para dados para seu doutorado com um espectrógrafo magnético ligado ao equipamento, além de acumular aprendizado para a iniciativa nacional. Sob a orientação de Hamburger, Thereza defendeu o doutorado em 1971.

## Carreira
Em 1972, o Instituto de Física (IF) inaugurou o acelerador eletrostático Pelletron, que exigiu a construção de um prédio de nove andares para sua instalação. Este aparelho impulsiona átomos energizados (íons) a aproximadamente 20% da velocidade da luz, permitindo a colisão com núcleos atômicos e revelando detalhes sobre a estrutura das partículas e suas interações. Junto ao Pelletron, foi instalado um espectrógrafo magnético tipo Enge, que separa os átomos emergentes das colisões por massa e energia. Esta combinação de equipamentos possibilita o estudo dos efeitos do bombardeamento de partículas subatômicas sobre materiais. Thereza teve papel importante na instalação do Enge.
Desde o seu pós-doutorado em 1973 na Escola Superior de Estudos Avançados de Trieste, na Itália, Borello liderou o grupo de pesquisa em Espectroscopia Nuclear com Íons Leves. Ela foi responsável pelo Laboratório de Emulsões Nucleares e Outras Técnicas e atuou como chefe do Departamento de Física Experimental da Universidade de São Paulo (USP). Borello manteve-se ativa em suas atividades acadêmicas e de pesquisa até 2022, quando um acidente vascular cerebral (AVC) a afastou de suas funções.

## Morte
Thereza morreu em 28 de maio de 2024, na capital paulista, aos 82 anos. Ela foi sepultada no Cemitério Campo Grande, em São Paulo.